# Filip Przybułek
Filip Przybułek (* 12. September 2003 in Jastrzębie Zdrój) ist ein polnischer Fußballspieler, der hauptsächlich im offensiven Mittelfeld agiert.

## Karriere

### Verein
Przybułek begann das Fußballspielen im Verein bei MOSiR Jastrzębie Zdrój und setzte sie bei Rekord Bielsko-Biała und MKS Żory fort. Im Jahr 2019 schloss er sich dem Verein Widzew Łódź II an. Seit dem 5. Juli 2023 ist er Teil des Profiteams von Widzew Łódź. Zu seinem Debüt in der Ekstraklasa kam er am 30. Juli 2023 gegen Pogoń Stettin, dem 2. Spieltag der Saison 2023/24, als Widzew mit 1:2 verlor.